# Parelloop 1990
De Parelloop 1990 vond plaats op zondag 30 april 1990. Het was de tweede editie van dit evenement. 
De wedstrijd bij de mannen werd gewonnen door de Belg Jean-Pierre Paumen in 31.02. Hij bleef hiermee de Nederlander Cor Lambregts nipt voor. Lambregts kampte deze wedstrijd met een hamstringblessure. Bij de vrouwen won Marlie Marutiak de wedstrijd in 36.23.
Naast de 10 km kende dit evenement ook een loop over 5 km, die werd gewonnen door Sluypers (15.20) en Pellers (19.03).

## Wedstrijd

### Mannen
| rang   | naam               | land | tijd  |
| ------ | ------------------ | ---- | ----- |
| Goud   | Jean-Pierre Paumen | BEL  | 31.02 |
| Zilver | Cor Lambregts      | NED  | 31.08 |
| Brons  | Hagendoorn         | NED  | 31.21 |
| 4      | Nico Hamers        | NED  | 31.28 |
| 5      | Marcel de Veen     | NED  | 31.40 |
| 6      | Harry Driessen     | NED  | 32.04 |
| 7      | Roger Klingenstein | NED  | 32.06 |
| 8      | John Verhiel       | NED  | 32.38 |
| 9      | Ed Blacha          | NED  | 32.57 |
| 10     | How...             | NED  | 33.00 |

### Vrouwen
| rang   | naam             | land | tijd  |
| ------ | ---------------- | ---- | ----- |
| Goud   | Marlie Marutiak  | NED  | 36.23 |
| Zilver | Patricia Hamelee | NED  | 37.24 |
| Brons  | De Groot         | NED  | 41.05 |

1989 ·
1990 ·
1991 ·
1992 ·
1993 ·
1994 ·
1995 ·
1996 ·
1997 ·
1998 ·
1999 ·
2000 ·
2001 ·
2002 ·
2003 ·
2004 ·
2005 ·
2006 ·
2007 ·
2008 ·
2009 ·
2010 ·
2011 ·
2012 ·
2013 ·
2014 ·
2015 ·
2016 ·
2017 ·
2018 ·
2019 ·
2020 (afgelast) ·
2021 (afgelast) ·
2022 ·
2023 ·
2024